# Wybory parlamentarne w Polsce w 1980 roku
Wybory parlamentarne w Polsce w 1980 roku – wybory do Sejmu PRL, które zostały przeprowadzone 23 marca 1980, równocześnie z wyborami do wojewódzkich rad narodowych (na podstawie uchwały Rady Państwa z 17 stycznia 1980). Mandaty w Sejmie przydzielono organizacjom należącym do Frontu Jedności Narodu (po raz ostatni przed przekształceniem go w PRON), według ustalonej puli. W Sejmie znaleźli się więc przedstawiciele PZPR (w większości), pozostałych koncesjonowanych partii (ZSL i SD), a także kilkadziesiąt osób bezpartyjnych (w tym po kilku przedstawicieli Stowarzyszenia „Pax”, ChSS i PZKS – który występował w wyborach po raz pierwszy, po przekształceniu Znaku). Frekwencję 98,87% zatwierdziło Biuro Polityczne KC PZPR.

## Oficjalne wyniki głosowania i wyniki wyborów
Oficjalnie podano, że frekwencja w wyborach do Sejmu wyniosła 98,87%. Według obwieszczenia Państwowej Komisji Wyborczej na listy FJN oddano 99,52% ważnych głosów. Głosów nieważnych oddano 13 692, czyli 0,06% wszystkich oddanych głosów.

### Podział mandatów
|  | Ugrupowanie                              | Mandaty | % mandatów |
|  | ---------------------------------------- | ------- | ---------- |
|  | Polska Zjednoczona Partia Robotnicza     | 261     | 56,7%      |
|  | Zjednoczone Stronnictwo Ludowe           | 113     | 24,6%      |
|  | Stronnictwo Demokratyczne                | 37      | 8%         |
|  | Stowarzyszenie „Pax”                     | 7       | 1,5%       |
|  | Chrześcijańskie Stowarzyszenie Społeczne | 5       | 1,1%       |
|  | Znak                                     | 5       | 1,1%       |
|  | Niestowarzyszeni                         | 32      | 7%         |

### Przykładowe wyniki na poszczególnych kandydatów
- poseł Piotr Jaroszewicz w okręgu wyborczym nr 4 w Warszawie-Praga Północ – 93,50%
- poseł Zdzisław Sikorski w tym samym okręgu – 92,70% (najmniej ze wszystkich posłów tej kadencji)
- poseł Tadeusz Fiszbach w okręgu wyborczym nr 16 w Gdańsku – 96,13%
- poseł Stanisław Kania w okręgu wyborczym nr 17 w Gdyni – 96,70%
- poseł Zdzisław Grudzień w okręgu wyborczym nr 21 w Katowicach – 99,86%
- poseł Edward Gierek w okręgu wyborczym nr 25 w Sosnowcu – 99,97%
- poseł Zdzisław Drewniowski w okręgu wyborczym nr 54 w Przemyślu – 99,98% (najlepszy wynik w tych wyborach)